# Ministrstvo za zunanje in evropske zadeve Republike Slovenije
Ministrstvo za zunanje in evropske zadeve Republike Slovenije (kratica MZEZ RS) je ministrstvo Vlade Republike Slovenije, ki predstavlja Republiko Slovenijo v tujini in skrbi za odnose s tujino. 
- Glej zunanjo povezavo MZZ.gov.si - Vodstvo.

Od leta 2000 se ministrstvo nahaja v Mladiki in Liceju. Večina dejavnosti Ministrstva za zunanje zadeve poteka na Prešernovi cesti 25, Konzularni sektor pa je na Šubičevi ulici 10 in Direktorat za gospodarsko diplomacijo na Trubarjevi ulici 3.
Ministrstvo današnje ime nosi od 24. januarja 2023, pred tem se je imenovalo Ministrstvo za zunanje zadeve (kratica MZZ).

## Organizacija
Ministrstvo je razdeljeno na naslednje sektorje:
- Kabinet ministra,
- Direktorat za evropske zadeve in politično bilateralo,
- Direktorat za globalne zadeve in politično multilateralo,
- Direktorat za gospodarsko diplomacijo,
- Direktorat za mednarodno razvojno sodelovanje in humanitarno pomoč,
- Direktorat za mednarodno pravo in zaščito državljanov,
- Sekretariat[4].